# Balgowan
Balgowan är en ort i Australien. Den ligger i delstaten South Australia, omkring 120 kilometer nordväst om delstatshuvudstaden Adelaide. Antalet invånare är 153.
Runt Balgowan är det mycket glesbefolkat, med 2 invånare per kvadratkilometer.. Närmaste större samhälle är Maitland, omkring 18 kilometer öster om Balgowan.
Trakten runt Balgowan består till största delen av jordbruksmark. Genomsnittlig årsnederbörd är 502 millimeter. Den regnigaste månaden är juni, med i genomsnitt 90 mm nederbörd, och den torraste är december, med 12 mm nederbörd.